# Vladykino
Vladykino (Russisch: Владыкино uitspraakⓘ) is een station aan de Serpoechovsko-Timirjazevskaja-lijn van de Moskouse metro. 

## Geschiedenis
In de uitwerking van het metro kaderplan uit 1965 dat in 1971 op de tekentafel lag was het station opgenomen als overstappunt tussen de noordoosttak van de tweede noord-zuidlijn en de Grote Ringlijn. De bouw van de tweede noord-zuidlijn begon in de jaren 70 van de twintigste eeuw en het zuidelijke deel werd in november 1983 geopend. Het noordelijke deel werd nog net voor het uiteenvallen van de Sovjet-Unie voltooid. De Grote Ringlijn is echter niet ten tijde van de Sovjet-Unie gebouwd en toen in 2011 ihet tracé werd vastgesteld is het noordelijke deel dichter bij de binnenstad gelegd. Tevens is het plan om de noord-zuidlijn ten noorden van Petrovsko-Razoemovskaja te laten splitsen ingetrokken. De noordwesttak werd het noordelijke deel van lijn 10 terwijl de noordoosttak het noordelijke deel van de Serpoechovsko-Timirjazevskaja-lijn werd. In 2016 werd de Moskouse centrale ringlijn weer opengesteld voor personenvervoer. Sinds 10 september 2016 kunnen de reizigers overstappen tussen de metro en de centrale ringlijn. Het station is genoemd naar het dorp dat vroeger op de plaats van het station lag.   

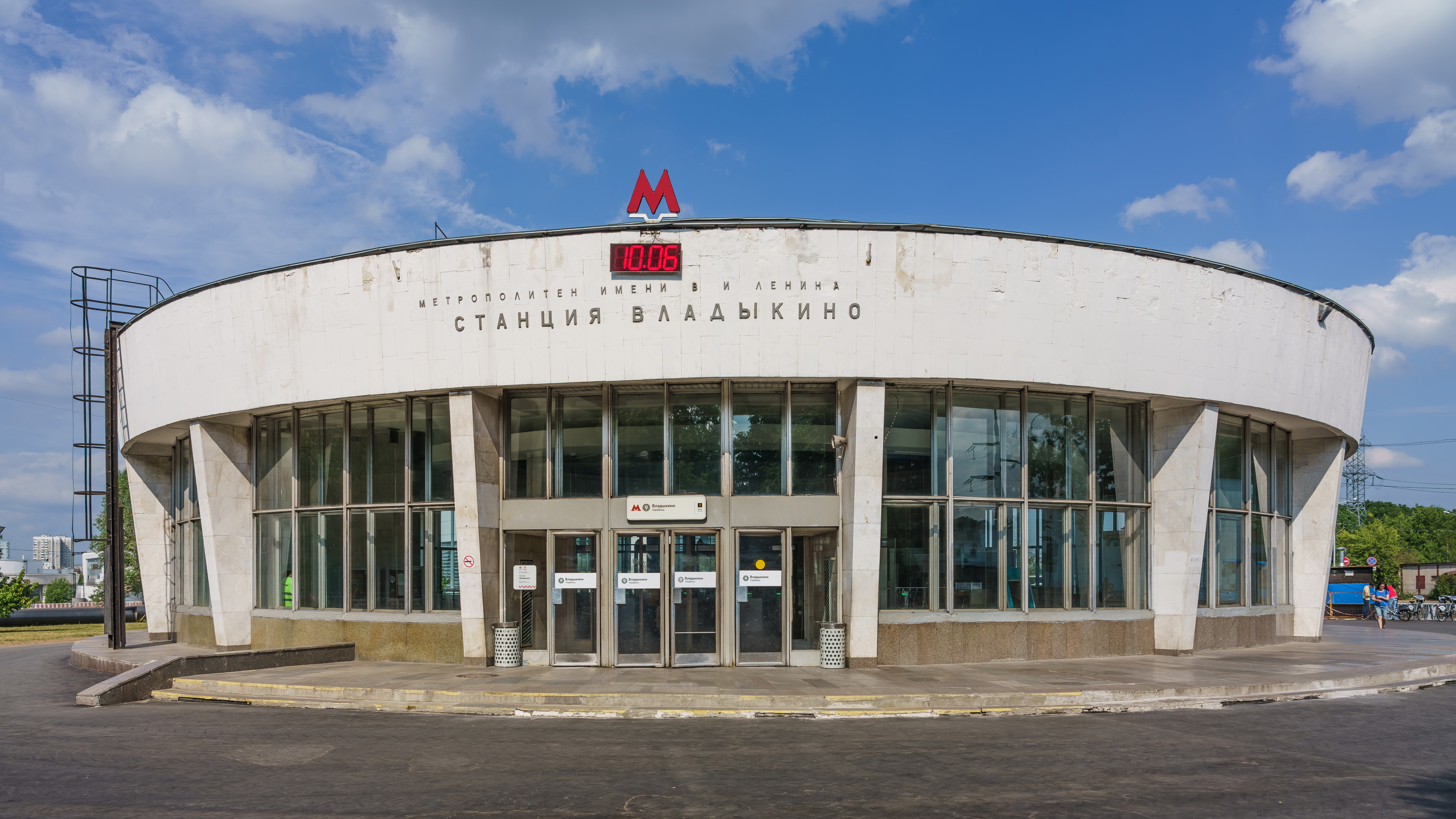
Het zuidelijke stationsgebouw
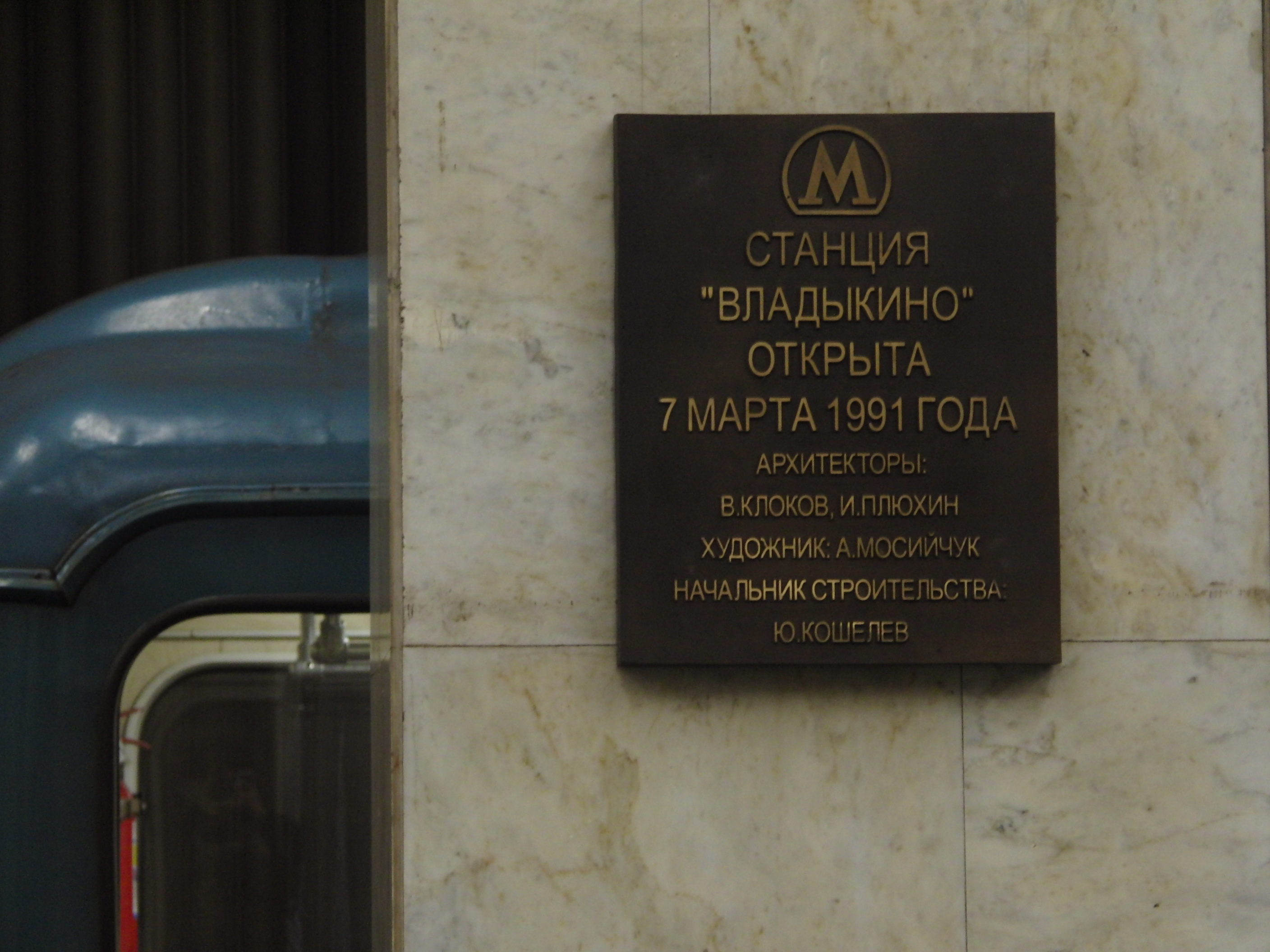
Het officiële naambord
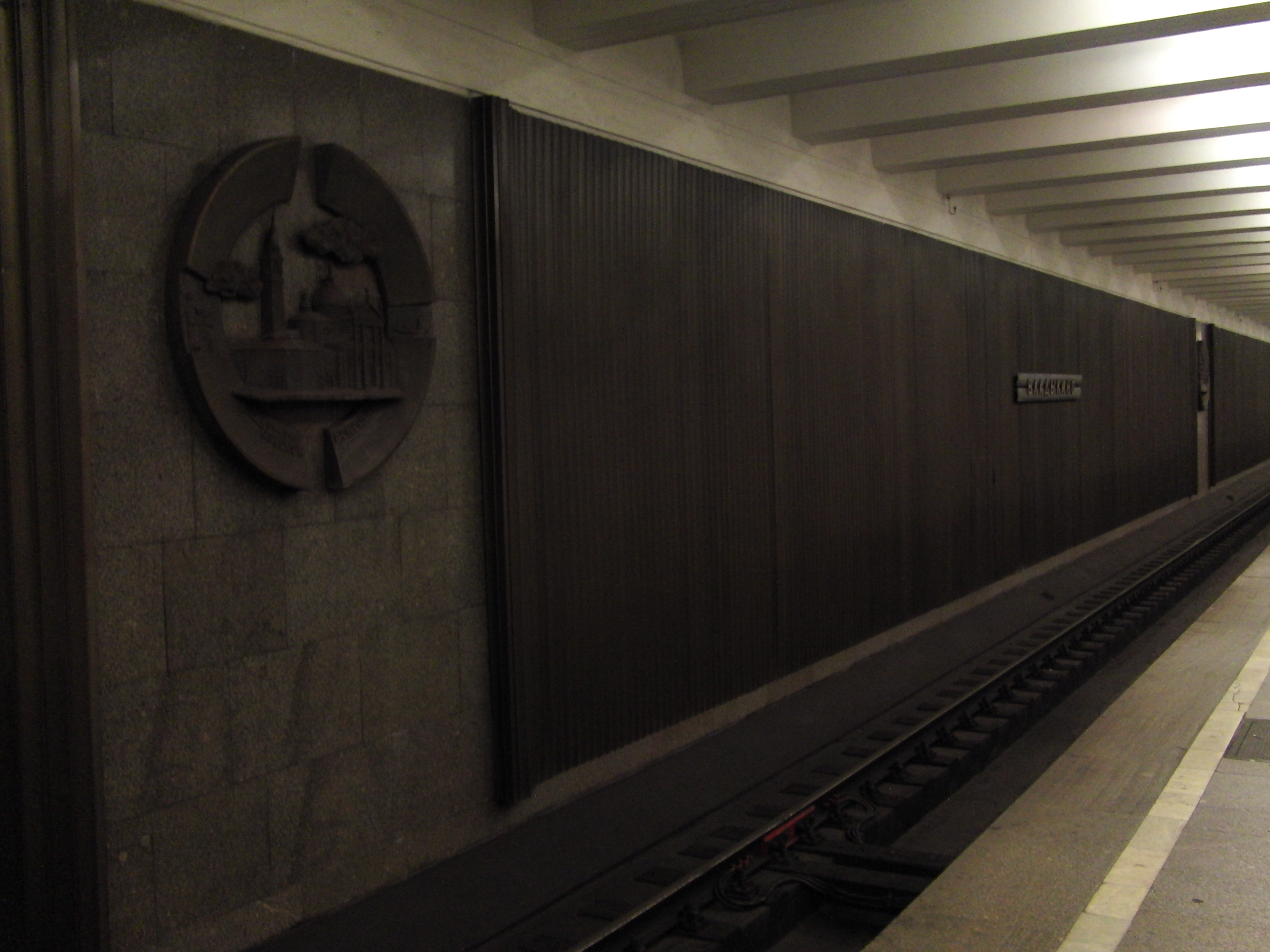
Het medaillon van Venetië tussen de golfplaten

## Ligging en ontwerp
Het sporen van het ondiep gelegen zuilenstation liggen op 10,5 meter onder de kleine ringspoorlijn van Moskou. De bouwput besloeg eerst een deel van de kleine ringspoorlijn en na de afbouw werden de sporen van de ringspoorlijn verlegd waarna het andere deel werd uitgegraven. Door de lengte werden twee rijen van veertig zuilen op het perron gebruikt als ondersteuning van het dak en daarmee de bovenliggende spoorlijn. Ondergronds is het dan ook een iets verlengde versie van de “duizendpoot” het standaard ontwerp voor ondergrondse stations uit 1961. Het station wordt dan ook als laatste duizendpoot beschouwd. De zuilen zijn bekleed met wit marmer. Het perron bestaat uit donker graniet en de tunnelwanden zijn grotendeels bekleed met golfplaten zodat de inrichting vergelijkbaar is met Sjtsjoekinskaja. De golfplaten zijn per tunnelwand op vier plaatsen onderbroken door een stenen bekleding met een medaillon. De medaillons van kunstenaar A.M. Mositsjoek beelden acht gebouwen van verschillende wereldreligies af:
- Kerk van San Giorgio Maggiore in Venetië
- Kasteel Matsumoto in Japan
- Taj Mahal in Agra
- Geboortekerk van de Heilige Maagd Maria iets ten westen van het station
- De houten kerken van Kizji
- Madrassa en Tchor Minor in Buchara, Oezbekistan
- De Gouden Poort van Vladimir
- Nikortsminda-kathedraal in Georgië

Ook bovengronds werd er teruggegrepen op een ouder ontwerp, namelijk de ronde toegangsgebouwen die in de jaren 40 en 50 van de twintigste eeuw werden de gebouwd. De moderne variant werd al in 1978 bij Botanitsjeski Sad gebouwd, Vladykino kreeg er zelfs twee, elk aan een kant van de ringspoorlijn. Het noordelijke toegangsgebouw ligt bij de Signaalpassage, het zuidelijke aan de Soeskolovskoje Sjosse bij Hotel Dageraad en de hoofdingang van de Botanischtuin van de Russische academie van wetenschappen. 
Ten noorden van het station liggen toeritten naar het noordelijke depot van de Serpoechovsko-Timirjazevskaja-lijn. 

## Reizigersverkeer
De noordelijke toegang biedt aansluiting op zeven buslijnen, bij de zuidelijke stoppen acht buslijnen. In 1999 werden 28.840 reizigers per dag geteld, in 2002 werden 29.700 instappers en 32.200 uitstappers per dag geteld. Na de opening van Vladykino-Moskovskoje is het aantal reizigers toegenomen door overstappers tussen de metro en de centrale ringlijn. Reizigers kunnen in noordelijke richting vanaf 6:10 uur de metro nemen. Richting het centrum vertrekt op werk dagen de eerste metro om 5:29 uur, in het weekeinde is dit op even dagen om 5:32 uur, op oneven dagen om 5:31 uur.